# Acrocormus wuyingensis
Acrocormus wuyingensis är en stekelart som beskrevs av Yang 1996. Acrocormus wuyingensis ingår i släktet Acrocormus och familjen puppglanssteklar. Inga underarter finns listade i Catalogue of Life.